# Kerem Yılmazer
Kerem Yılmazer (* 2. Februar 1945 in Denizli; † 20. November 2003 in Istanbul) war ein türkischer Schauspieler.

## Leben und Karriere
Im Jahr 1978 nahm er an der türkischen Vorentscheidung zum Eurovision Song Contest 1978 teil.
Yilmazer, der mehrmals im türkischen Fernsehen, zuletzt in der Serie Çekirdek aile und auch auf der Bühne zu sehen war, kam bei einem al-Qaida-Terroranschlag in Istanbul durch eine Autobombe ums Leben.
Verheiratet war er seit 1979 mit Göksel Kortay.

## Diskografie

### Singles
- 1973: Hadi Geli Geliver / Gel Gör Beni Aşk Neyledi
- 1974: Unut Derdini / Allayın Kızlar
- 1976: Ah Sen Sen Sen / Hayat Boş
- 1978: Dünya Dünya / Yalnız Adam

## Filmografie
- 1969: Kirli yüzlü melek
- 1969: Eşkiya aşkı
- 1972: Yaralı kurt
- 1972: Gökce çiçek
- 1973: Gelin (deutscher Titel: Ilyas' Schwiegertochter)
- 1973: Ben doğarken ölmüşüm
- 1976: Güngörmüşler
- 1986: Yoksul
- 1987: Yarın yarın
- 1988: Kızım ve Ben 2
- 2002: Çekirdek aile (TV-Serie)